# 哈蒂亞烏帕齊拉
哈蒂亞乌帕齐拉是孟加拉国諾阿卡利縣的一个乌帕齐拉，位於吉大港专区的諾阿卡利縣。哈提亞島即屬本烏帕齊拉管轄。

## 人口
據1991年孟加拉國人口普查，哈蒂亞共有戶數47,970戶，人口295501人。其中男性佔比50.73%，女性佔比49.27%；成年人口125512人。該地7歲以上人口之平均識字率為21.0%。